# Spudaeus rossicus
Spudaeus rossicus är en stekelart som först beskrevs av Kuzin 1950.  Spudaeus rossicus ingår i släktet Spudaeus och familjen brokparasitsteklar. Inga underarter finns listade i Catalogue of Life.